# Palaemnema collaris
Palaemnema collaris är en trollsländeart som beskrevs av Donnelly 1992. Palaemnema collaris ingår i släktet Palaemnema och familjen Platystictidae. Inga underarter finns listade i Catalogue of Life.